# 아나톨리 말체프
아나톨리 이바노비치 말체프(러시아어: Анато́лий Ива́нович Ма́льцев, 1909~1967)는 러시아의 수학자이다. 수리논리학과 보편 대수학에 기여하였다.

## 생애
1909년 7월 27일 모스크바주의 미셰론스키(러시아어: Мишеронский)라는 작은 마을에서 태어났다. 1927년에 모스크바 대학교에 입학하여 수학을 전공하였다. 대학 시절에 근처의 고등학교에서 교사로 일하기 시작하였으며, 졸업 후에도 계속 교사로 일하였다. 1932년에 이바노보 교육대학교(러시아어: Ивановский государственный университет)의 조교가 되었다.
이바노보 교육대학교에서 조교로 일하는 한편 말체프는 안드레이 콜모고로프와 자신의 연구에 대하여 토론하였다. 콜모고로프는 말체프를 모스크바 대학교 대학원생으로 초청하였다. 1939년~1941년 동안 스테클로프 수학연구소 박사 과정을 밟았다.
1944년에 이바노프 교육대학교 교수가 되었다. 1946년에 스탈린상을 수상하였다.1948년에 소비에트 과학 아카데미 회원이 되었다. 1960년에 노보시비르스크 국립 대학교 교수가 되었고, 1964년에 레닌상을 수상하였다.
1967년 7월 7일 노보시비르스크에서 사망하였다.